# Kleinsander
Kleinsander ist ein Ort in der Gemeinde Uplengen im Landkreis Leer in Ostfriesland. Ortsvorsteher ist Stefan Taute.
Erstmals wurde Kleinsander in der Beestbeschreibung Amts Stickhausen Lengener Vogtei von 1598 erwähnt. Kleinsander ist aber älter. Zu der Zeit hatte Lütke Sander (Kleinsander) zehn Bauernhäuser mit einem Viehbestand von 13 Pferden, 20 Ochsen, 30 Kühen und 30 Kälbern.
Am 1. Januar 1973 wurde Kleinsander in die neue Gemeinde Uplengen eingegliedert.